# Villotte-sur-Aire
Villotte-sur-Aire ist eine französische Gemeinde im Département Meuse in der Region Grand Est (bis 2015 Lothringen). Sie gehört zum Arrondissement Commercy und zum Kanton Dieue-sur-Meuse. Die Gemeinde hat 212 Einwohner (Stand: 1. Januar 2022).

## Geografie
Villotte-sur-Aire liegt etwa 25 Kilometer südsüdwestlich von Verdun an der Aire. Umgeben wird Villotte-sur-Aire von den Nachbargemeinden Ville-devant-Belrain im Norden, Rupt-devant-Saint-Mihiel im Nordosten, Kœur-la-Petite im Osten, Gimécourt im Südosten und Süden, Levoncourt im Süden, Rumont im Südwesten, Érize-la-Brûlée im Westen sowie Belrain im Westen und Nordwesten.

## Bevölkerungsentwicklung
| Jahr                       | 1962 | 1968 | 1975 | 1982 | 1990 | 1999 | 2006 | 2013 | 2019 |
| Einwohner                  | 166  | 139  | 317  | 340  | 215  | 209  | 190  | 193  | 208  |
| Quellen: Cassini und INSEE |      |      |      |      |      |      |      |      |      |

## Sehenswürdigkeiten
- Kirche Saint-Ludmer (auch: Saint-Lumier) von 1762

Kirche Saint-Ludmer
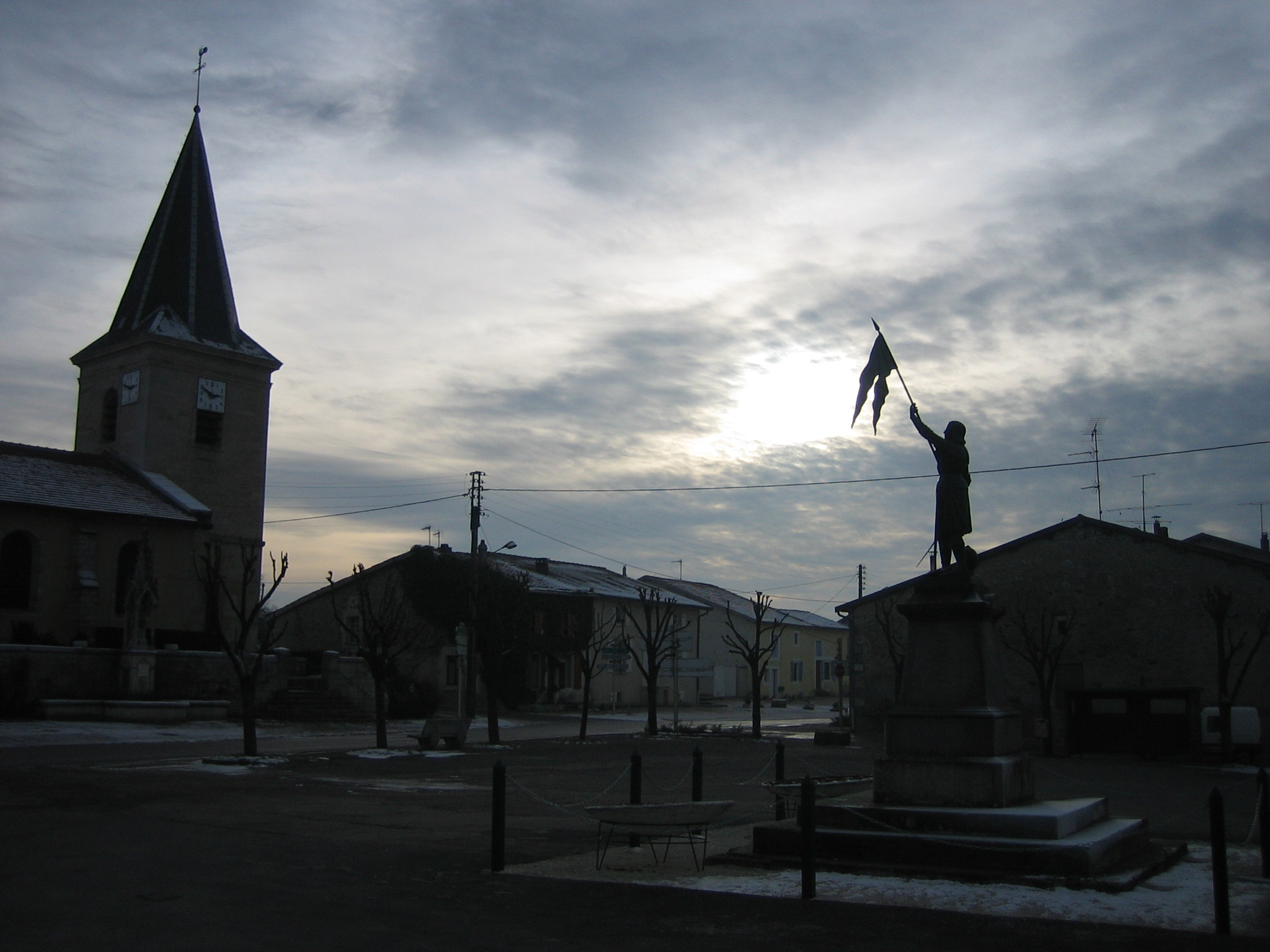
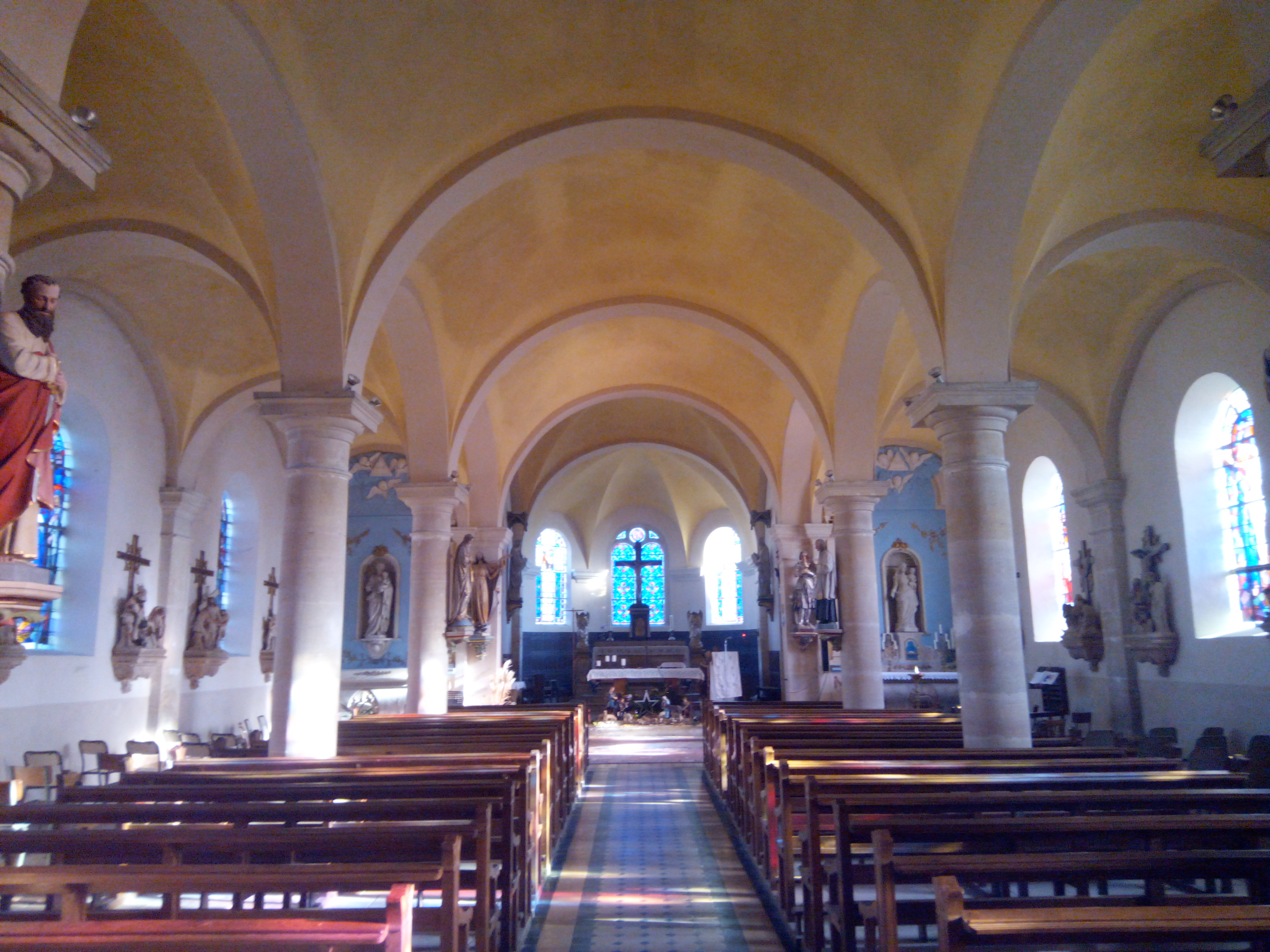